# Marie Détrée-Hourrière
Marie Détrée-Hourrière née le 29 septembre 1973 à Saint-Malo est une peintre française.

## Biographie
Marie Détrée-Hourrière est née dans une famille de marins, dont le père Jean-François Hourrière est officier dans la marine marchande puis ingénieur conseil en développement pétrolier sur des plateformes de forage. Son grand-père Joseph Hourrière est commandant de cargo de commerce sur les côtes africaines. Sa mère France Hourrière, impliquée dans la conservation du patrimoine, est membre de la Fondation du patrimoine pour la Bretagne.
Durant son enfance, Marie Détrée-Hourrière passe ses vacances à bord du voilier familial, cap sur les îles Chausey et peint dès l'âge de 12 ans. De 1994 à 1999, elle suit les cours de Pierre Carron à l'École nationale supérieure des beaux-arts de Paris. En 1995, elle reçoit le prix Alphonse Cellier de l'Académie des beaux-arts de Paris.
Si sa peinture est essentiellement orientée sur des sujets maritimes, elle peint également des portraits, des paysages, ainsi que des animaux.
Exposant régulièrement au Salon de la Marine, elle bénéficie en 2008 d'un voyage à bord du Mistral dans le cadre de la mission Gavial 08 qui l'amène du 9 au 13 avril à Yokosuka au Japon et à Shanghai en Chine du 16 au 21 avril.
Le 2 avril 2010, elle est nommée peintre de la Marine et rejoint ainsi les cinq femmes titulaires de cette prestigieuse fonction à cette date. Elle va alors naviguer sur toutes les mers du globe, de la mer de Chine à la mer de Corail, la mer du Nord, en  passant par la mer des Sargasses, à celle ces Caraïbes, passant sur l'océan Pacifique pour revenir dans l'océan Atlantique et repartir pour l'océan Indien, à bord des grands navires de la Marine nationale, ainsi qu'à bord des sous-marins nucléaires Le Triomphant, Le Terrible et le Perle,
Elle navigue à bord du porte-avions Charles-de-Gaulle et des porte-hélicoptères de la classe Mistral : Mistral et Dixmude dont elle suivra la construction sur le chantier de Saint-Nazaire avant de naviguer à son bord pour un long séjour de cinq mois et demi, au cours la mission Jeanne-D’Arc en 2012, les frégates de défense aérienne de la classe Horizon de la Marine nationale française Forbin, ou de classe classe Cassard (type F70) Jean Bart, ainsi que sur la première frégate anti-sous-marine de la classe multi-missions Aquitaine, et autre Dupleix de (type F70), Latouche-Tréville, également sur la première frégate furtive française La Fayette, puis le 23 septembre 2013 sur la frégate de surveillance Vendémiaire du 19 septembre au 21 octobre 2013.
En janvier et mars 2011, elle embarque sur le patrouilleur l'Albatros pour l'océan Austral, passant ainsi dans les Quarantièmes rugissants et les Cinquantièmes hurlants,. Puis elle poursuit son parcours en 2011 sur La Grandière dans océan Indien.
Elle montera également sur le pétrolier ravitailleur Meuse, ainsi qu'à bord du bâtiment de commandement et de ravitaillement Marne.
La Poste lui passe aussi commande de plusieurs timbres dont les sujets varient entre des paysages des îles Kerguelen, le croiseur lance-missiles Le Colbert, ainsi qu'un patrouilleur de Saint-Pierre-et-Miquelon.
Elle peint à l'huile, mais réalise ses œuvres sur le motif à la gouache, qui reste une technique plus facile à utiliser à bord des navires.
Marie Détrée-Hourrière est membre du Yacht Club de France, de l'Association des officiers de réserve (ACORAM) et de l'Art du timbre gravé (ATG).

## Œuvres

### Timbre
- 2012 : Île Longue  à Kerguelen, valeur faciale 1 €[21].
- 2019 : Le Fulmar, pour Saint-Pierre-et-Miquelon, valeur faciale 2 €.
- 2019 : Croiseur Colbert (C611), lance-missiles, puis musée, timbre offset et vernis, 31 × 61 mm, valeur faciale 2,80 €[22].
- 2020 : Marquage de langoustes Jasus Paulensis, pour les Îles Saint-Paul et Nouvelle-Amsterdam, bloc feuillet des Terres australes et antarctiques françaises (TAAF), timbres à valeur faciale de 1,05 €.
- 2022 : Geoffroy Dauvergne (1922-1977), timbre pour la célébration du centenaire de la naissance du peintre breton. Timbre à valeur faciale de 1,43 €, accompagné d'une enveloppe du premier jour.

### Illustration
- La Grande ménagerie de bord, Éditions  Chasse-Marée/Glénat, 2010, 180 p.  (ISBN 9782723476478).
- Bateaux en bouteilles, 20 maquettes en papier à découper et à colorier, Éditions Tutti-Frutti, 2015.
- Pour un embarquement, Bertrand Galimard Flavigny et Maëlle Hiliquin et Marie Détrée-Hourrière (illustrations), 2016  (ISBN 979-10-91601-69-6).
- Hommage au Belem, Paris, Gallimard, collections « Gallimard Loisirs », 2017, 192 p.
- Album de coloriage, musée maritime de Tatihou, 2018.
- 119 heures et douze minutes, 2019.
- Le goût de la gouache, 2019.
- « Carnet de voyage en Polynésie française », Bouts du monde, no 41, janvier 2020.
- Le Carnet de Bord (gouaches), éd. Blurb, 90 p.  (ISBN 9781715017859).
- Les voyages immobiles, rêveries de confinement, chapitre 20, ACORAM, 2020.
- Carnet retrouvé de la tragique fin du Hilda, s.d.

## Œuvres dans les collections publiques
- Paris :
  - École nationale supérieure des beaux-arts.
  - Musée national de la Marine.
  - musée de La Poste.
- Saint-Malo, mairie :
  - Cale sèche, huile sur toile ;
  - Vue de Saint-Malo en l'Île, huile sur toile.
  - TIMAC agro : 10 toiles
- Saint-Nazaire, hôtel de ville : Le Dixmude en cale sèche, huile sur toile.
- Saint-Vaast-la-Hougue, musée maritime de l'île Tatihou.

## Expositions
- 2000 : galerie Philippe Frégnac, Paris[5],
- 2007-2008 : 40e Salon de la Marine.
- 2009-2015 Saint-Malo : galerie Les Artistes et la Mer[23].
- 2010 : Escale à Kerguelen, croquis et gouaches réalisés sur le motif. Du 9 au 11 mars, siège des TAAF à Saint-Pierre[24].
  - Galerie Les Artistes et la Mer, Saint-Malo : La grande ménagerie du bord, du 22 au 24 mai 2010, puis exposition permanente.
  - 41e Salon de la Marine.
  - « Black is beautiful », exposition à bord du Terrible[10].
- 2011 :
  - exposition personnelle à la mairie annexe de Saint-Marc-sur-Mer, du 7 au 24 juillet.
  - De l'archipel de Kerguelen au Port de Saint-Malo, galerie Les artistes et la mer, Saint-Malo, du 17 septembre au 1er novembre.
  - Chez Yann, objets de marines, exposition personnelle du 7 au 22 octobre.
  - Festival Courant d'ère, Saint-Jean-Cap-Ferrat, du 24 au 26 juin.
  - 42e Salon de la Marine, du 2 décembre 2011 au 8 janvier 2012.
- 2012 :
  - Clermont, exposition collective Voyages polaires, du 31 mars au 22 avril, Espace Séraphine Louis.
  - Paimpol, musée de la Mer, exposition collective du 14 avril au 30 septembre.
- 2013 :
  - musée des Beaux-Arts de Rouen, dans le cadre de Normandie Impressionniste.
  - Sept peintres de la Marine au fil de l'eau, exposition collective  à l'Espace de la Calende, Rouen, du 6 juin au 31 juillet.
  - Sydney, Alliance française, exposition personnelle jusqu'au 19 octobre, Une mission dans le Pacifique.
  - Saint-Malo, galerie Les artistes et la mer, du  22 décembre 2013 au 15 janvier 2014.
  - Paris, galerie Nabokov, du 12 au 30 novembre, Marie Détrée aux quatre coins du monde.
- 2014 :
  - musée national de la Marine, Paris.
  - Saint-Vaast-la-Hougue, musée maritime de l'île Tatihou, Avis de grand frais, du 12 avril au 11 novembre.
  - Douarnenez, salle des fêtes, du 21 juin au 17 août.
  - 43e Salon de la Marine, du 10 mars au 6 avril, Paris, palais de Chaillot.
- 2015 :
  - Saison 2015, Marie Détrée, à partir du 10 avril, Saint-Malo, galerie les Artistes et la Mer.
  - galerie Pascal Frémont, Le Havre.
- 2016 :
  - Saint-Malo lui consacre une rétrospective Sur le Pont avec 250 œuvres exposée à la chapelle Saint-Sauveur.
  - Rétrospective de Marie Détrée, Douarnenez.
  - Art en Plougasnou, du 16 juillet au 16 août, Maison prévôtale de Plougasnou.
- 2017 :
  - Dinard : galerie du Prince Noir, Marie Détrée-Hourrière, à partir du 13 mai jusqu'au 30 septembre[25].
  - 44e Salon de la Marine.
  - Paris, galerie Ar'Cime, exposition collective Autres Mondes, du 19 au 25 juin.
  - Londres, Bernard Chauchet présente Marie Détrée dans Ville portuaires, du 2 au 26 novembre.
  - Hommage au Belem par les peintres officiels de la Marine, avec Jacques Rohaut, Jean-Pierre Arcile, Nicolas Vial, Éric Bari, Pierre Courtois, François Legrand, Yong-Man Kwon, Jean-Marie Zacchi, François Bellec, Jean Lemonnier, Michel King, Christoff Debusschere, Olivier de Lajarte, Stéphane Ruais, Michel Jouenne, Guy L'Hostis et Anne Smith. Du 21 novembre au 1er décembre, Paris, port de Suffren, péniche Le Cercle de la mer[26]
- 2018 :
  - musée national de la Marine de Brest, exposition Razzle Dazzle l'art contre-attaque, du 20 octobre 2017 au 31 décembre 2018.
  - Charenton-le-Pont, du 15 novembre au 12 décembre 2018, exposition collective au Centre commercial Le Coupole.
  - 65e Salon de Charenton du 25 janvier au 20 février 2018, invitée d'honneur.
  - Maison de la Rance, port de Dinan, La Rance d'hier et d'aujourd'hui, du 30 juin au 2 septembre[27].
  - galerie Bleu, la galerie, Saint-Jean-de-Luz, du 25 octobre au 15 décembre 2018, puis exposition permanente.
  - galerie Winston, Dinard, du 11 août au 22 septembre.
  - galerie Bleu la galerie du 25 octobre au 15 décembre
- 2019 :
  - exposition au Yacht Club de France, du 6 au 29 novembre.
  - galerie Dock Sud, Sète, exposition collective du 14 juin au 31 juillet[28].
  - Du talent au devoir de mémoire, HIA Percy, du 16 octobre au 15 novembre.
  - Salon du Carnet de voyage, Clermont-Ferrand, du 15 au 18 novembre.
  - Les POM en scène, exposition collective des peintres officiels de la Marine, quais de Seine à Duclair, du 7 juin au 29 septembre.
  - Dinard, galerie Winston, Portuaires, exposition collective, du 11 août au 23 septembre.
- 2020 :
  - exposition collective des POM Mers et bateaux, musée du bord de Mer, Bénodet, du 4 juillet au 13 septembre.
  - galerie Winston, Dinard, L'Été à Dinard, du 11 août au 26 septembre.
- 2023 :
  - galerie Winston à Dinard, du 17 août au 11 septembre.

## Récompenses et distinctions
- 1995 : prix Alphonse Cellier de l'Académie des beaux-arts[6].
- 2008 : médaille de bronze au 40e Salon de la Marine.
- 2010 :
  - médaille de bronze au 41e Salon de la Marine ;
  - nommée peintre officiel de la Marine.
- 2012 : prix Place de Fontenoy, attribué par l'Association des administrateurs des affaires maritimes[29]
- 2015 :
  - prix de la Fondation Taylor ;
  -  Médaille de la Défense nationale, échelon bronze ;
  - Médaille Atalanta, signe distinctif de son engagement au sein de la Marine.
- 2022 :  Chevalier de l'ordre du Mérite maritime[30]